# Куліші (Звягельський район)
Куліші́ — село в Україні, у Звягельському районі Житомирської області. Населення становить 1137 осіб. Входить до складу Ємільчинської селищної громади. Колишній центр Кулішівської сільської ради.

## Географія
Межує на півночі з Ємільчиним, на північному сході з Хутір-Мокляки, на сході з Нараївкою, на південному сході з Андрієвичами та Старими Непізнаничами, на південному заході з Яблунівкою та Старими Сербами, на північному заході з Середами. Через село протікає річка Уборть. У межах села є ставок площею водного дзеркала 24,40 га.

## Історія
У 1906 році село Сербівської волості Новоград-Волинського повіту Волинської губернії. Відстань від повітового міста 30 верст, від волості 8. Дворів 261, мешканців 1562.

## Населення

### Мова
Розподіл населення за рідною мовою за даними перепису 2001 року:
| Мова                | Відсоток |
| ------------------- | -------- |
| українська          | 99,47%   |
| російська           | 0,35%    |
| інші/не визначилися | 0,18%    |